# Liela Baltezera salas
Liela Baltezera salas este o arie protejată (arie specială de conservare — SAC, sit de importanță comunitară — SCI, arie de protecție specială avifaunistică — SPA) din Letonia întinsă pe o suprafață de 18,11 ha, integral pe uscat.

## Localizare
Centrul sitului Liela Baltezera salas este situat la coordonatele 57°02′27″N 24°18′22″E / 57.0407°N 24.306°E.

## Înființare
Situl Liela Baltezera salas a fost declarat arie de protecție specială avifaunistică în decembrie 2002 pentru a proteja 3 specii de animale. Alte tipuri de protecție:
- sit de importanță comunitară (în mai 2004)
- arie specială de conservare (în mai 2004)[1][3][4]

## Biodiversitate
Situată în ecoregiunea boreală, aria protejată conține 3 habitate naturale: Taiga vestică, Păduri caducifoliate bătrâne naturale hemiboreale fino-scandinave (Quercus, Tilia, Acer, Fraxinus sau Ulmus) bogate în specii epifite, Păduri caducifoliate de mlaștină fino-scandinave.
La baza desemnării sitului se află mai multe specii protejate:
- păsări (1): erete de stuf (Circus aeruginosus)
- mamifere (1): vidră de râu (Lutra lutra)
- nevertebrate (1): Osmoderma barnabita

Pe lângă speciile protejate, pe teritoriul sitului au mai fost identificate 2 specii de plante, 1 specie de mamifere, 1 specie de nevertebrate.